# Innuendo
Innuendo – wydany w 1991 czternasty album brytyjskiej grupy Queen.
Innuendo był pierwszym albumem Queen, który ukazał się (tylko w Ameryce) nakładem wytwórni Hollywood Records, będącej oddziałem Walt Disney Productions. Wytwórnia zapłaciła za prawa do amerykańskich płyt zespołu 10 milionów dolarów. Album dotarł na szczyty list przebojów, gdzie utrzymywał się przez dwa tygodnie. Recenzje reprezentowały dość szeroką gamę odczuć: od pełnych zachwytu (w magazynie „Q”), po określające album „skrzyżowaniem Led Zeppelin z Kennethem Williamsem”. Na portalu Rate Your Music określono go jako reprezentującego m.in. gatunki  pop rock, hard rock i art rock.
Album powstawał od 1989 roku. Wokalista był już bardzo osłabiony zdiagnozowaną w 1987 roku chorobą, dlatego też partie wokalne były nagrywane w kilku podejściach. Mimo to ich jakość nie ustępowała nagraniom z lat poprzednich. Jak stwierdził potem gitarzysta Brian May: „głos Freddiego był tu lepszy niż kiedykolwiek wcześniej”.
8 lipca 2009 roku wydawnictwo uzyskało status platynowej płyty w Polsce.
W utworze tytułowym gościnnie wystąpił Steve Howe z zespołu Yes, grając na gitarze hiszpańskiej.
Utwór „All God’s People” jako „Africa By Night” został napisany przez Freddiego Mercury’ego i Mike’a Morana na album Barcelona, ale nie został wtedy wydany, mimo że pasował tematycznie do innych utworów umieszczonych na albumie
Utwór „These Are The Days Of Our Lives” był promowany przez klip (wydany już po śmierci Mercury’ego), który był zarazem ostatnim występem z udziałem wokalisty Queen. Teledysk zarejestrowano 31 maja 1991.
Utwór „Delilah” Mercury napisał dla swej kotki o tym imieniu.
Podczas sesji Innuendo powstało kilka utworów, które nie znalazły się na albumie ani na żadnym innym oficjalnym wydawnictwie („Self Made Man”, „My Secret Fantasy”, ballada „Face It Alone”, „Robbery”).

## Szata graficzna

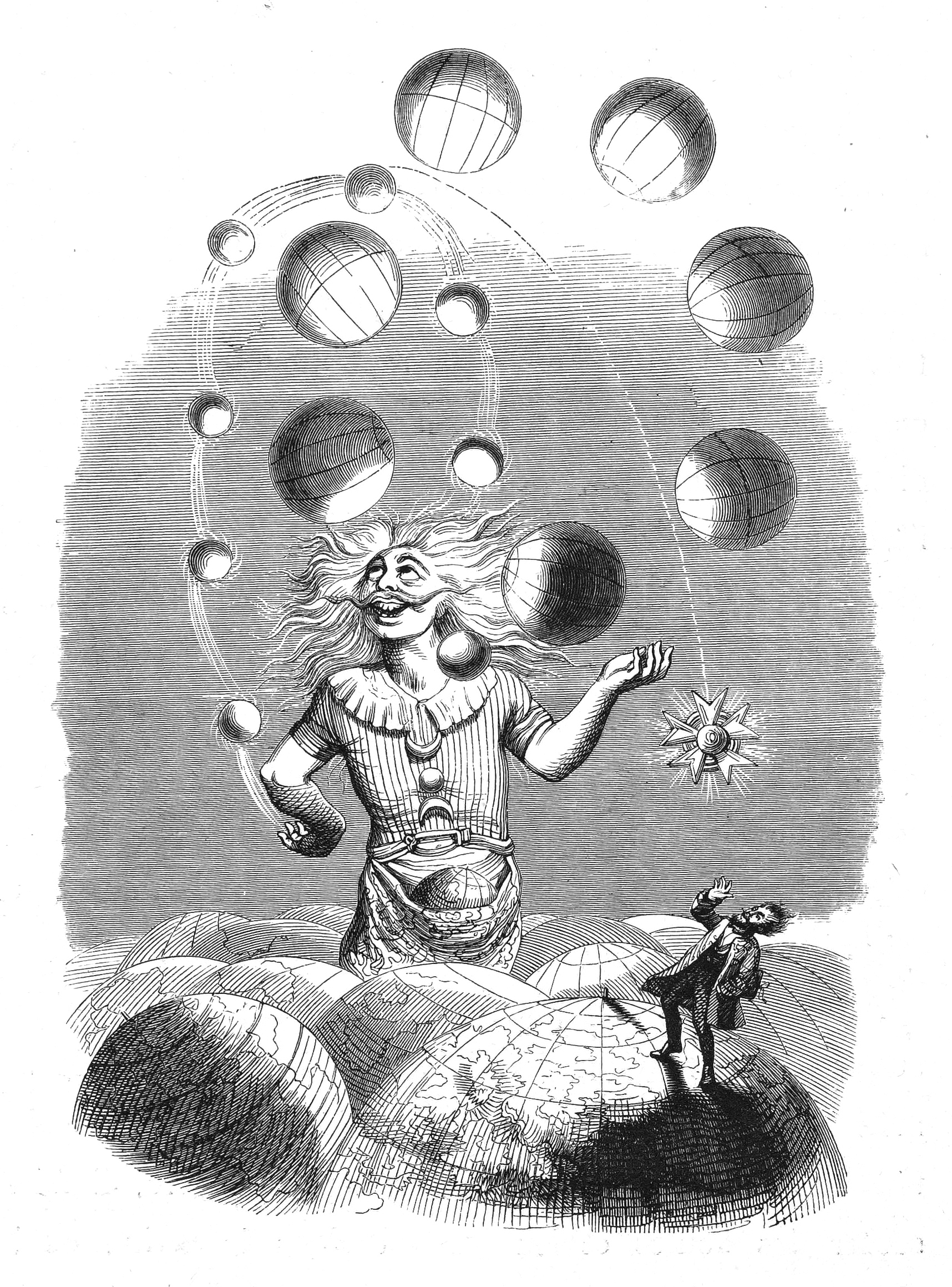
Żonglujący światami

Na Innuendo znalazły się rysunki dziewiętnastowiecznego francuskiego artysty Grandville'a. Na pomysł wykorzystania jego prac wpadł perkusista – Roger Taylor. Zafascynowany tą twórczością, pokazał kolegom rysunek zatytułowany Żonglujący światami. Pozostali muzycy uznali, że jest ciekawy na tyle, że zlecili jego zaadaptowanie na potrzeby okładki współpracującemu z zespołem grafikowi Richardowi Grayowi. Ostatecznie zmieniona wersja żonglera znalazła się na froncie okładki Innuendo. Jednak zespół zdecydował się wykorzystać więcej prac Grandville'a. Jedna z nich znalazła się na rewersie płyty, inne pojawiły się na trzech singlach z tego okresu („I’m Going Slightly Mad”, „The Show Must Go On” i „Innuendo”). Co więcej, zespół zdecydował się także wykorzystać oparte na rysunkach animacje w teledysku „Innuendo”. Kadry z klipu pojawiły się także w dodanym do specjalnej edycji albumu kalendarzu na rok 1991. 
Oryginalne rysunki Grandville'a były ilustracjami czarno-białymi, głównym zadaniem Richarda Graya było zatem ich pokolorowanie, poza tym zmieniono różne drobne elementy. Pierwotnie wśród planet, którymi żongluje postać na rysunku, była też Gwiazda Legii Honorowej. W wersji Queen zamiast niej pojawił się banan. Prawdopodobnie jest to nawiązanie do tekstu utworu „I’m Going Slightly Mad”, gdzie Mercury wyśpiewuje wers: I think I'm a banana tree. Z kiścią bananów na głowie pojawia się też w teledysku utworu.

## Lista utworów
1. „Innuendo” – 6:31 (słowa: Roger Taylor, muzyka: cały zespół, w większości Freddie Mercury)
2. „I’m Going Slightly Mad” – 4:22 (Freddie Mercury, Peter Straker)
3. „Headlong” – 4:38 (Brian May)
4. „I Can't Live With You” – 4:34 (Brian May)
5. „Don't Try So Hard” – 3:39 (Freddie Mercury)
6. „Ride the Wild Wind” – 4:43 (Roger Taylor)
7. „All God’s People” – 4:21 (Freddie Mercury, Mike Moran)
8. „These Are the Days of Our Lives” – 4:16 (Roger Taylor)
9. „Delilah” – 3:35 (Freddie Mercury)
10. „The Hitman” – 4:57 (Freddie Mercury, Brian May, John Deacon)
11. „Bijou” – 3:37 (Freddie Mercury, Brian May)
12. „The Show Must Go On” – 4:36 (Queen, głównie Brian May)

## Muzycy
- Freddie Mercury – śpiew, instrumenty klawiszowe, pianino, syntezatory, automat perkusyjny w „I'm Going Slightly Mad” i „Delilah”
- Brian May – gitara elektryczna, gitara klasyczna, instrumenty klawiszowe, syntezatory, wokal wspierający
- Roger Taylor – chórki, wokal wspierający w „Ride the Wild Wind”, perkusja, instrumenty perkusyjne, instrumenty klawiszowe, syntezatory
- John Deacon – gitara basowa, instrumenty klawiszowe, syntezatory
- Steve Howe – gitara hiszpańska w „Innuendo”
- Mike Moran – pianino i syntezatory w „All God’s People”
- David Richards – instrumenty klawiszowe, syntezatory, produkcja